# Moravská gobelínová manufaktura
Moravská gobelínová manufaktura, spol. s r. o., /zkratka MGM, spol. s r.o./ je manufaktura na výrobu gobelínů nacházející se ve Valašském Meziříčí ve Zlínském kraji. Manufaktura se již déle než 50 let zabývá ruční výrobou a restaurováním klasických gobelínů i uměleckých tapiserií s moderními motivy. Je považována za první manufakturu na výrobu gobelínů v Československu a jedinou svého druhu na Moravě a v Českém Slezsku.
Dílna, textilní manufaktura a muzeum jsou rovněž známé díky své spolupráci s českými umělci a architekty. Zaměřují se především na zachování základních technologických metod jemné ruční práce. Manufaktura a škola na výrobu gobelínů, u jejichž založení stál malíř a tvůrce gobelínů Rudolf Schlattauer, existují už více než sto let.

## Historie
První etapa vývoje Moravské gobelínové manufaktury ve Valašském Meziříčí spadá do 19. století, kdy Rudolf Schlattauer otevřel první tkalcovskou dílnu na výrobu gobelínů. Poté, co vystudoval malířství na Akademii výtvarných umění ve Vídni, Schlattauer studoval a zdokonaloval své malířství v dalších evropských městech. Ve Skandinávii se seznámil s tamní výrobou ručně tkaných koberců. Schlattauerův skandinávský pobyt je obecně považován za zlom v jeho další profesionální činnosti. Po svém návratu ze severských zemi založil v roce 1898 dílnu na tkaní koberců ve vesnici Zašová nedaleko Valašského Meziříčí. Místní tradice podomní výroby textilu a s tím spojená existence kvalifikované pracovní síly představovaly velkou výhodu pro úspěšný chod dílny.

### Spolupráce
Navzdory tomu se továrna během prvních let své existence potýkala s ekonomickými potížemi. Vleklý problém nakonec vedl k žádosti o státní finanční podporu, což nakonec vyústilo k převzetí manufaktury Moravskou oblastní komisí a následnou přeměnu na Jubilejní zemskou tapiserii a školu se sídlem ve Valašském Meziříčí. Z uměleckého hlediska je počáteční období školy ve znamení textilních návrhů vytvořených jejím ředitelem Rudolfem Schlattauerem: jeho tapiserie, plátna a polstrování nábytku zdobí secesní motivy, tvary a ornamenty. Stejného významu byla i spolupráce manufaktury s českým malířem a Schlattauerovým spolužákem z vídeňské akademie Hanušem Schwaigerem. Továrna vyráběla gobelíny se Schwaigerovým ozdobným vzorem, jehož variace byly často žádány i v pozdějších letech. Tkané nástěnné tapiserie spolu s druhým hlavním produktem manufaktury – ručně vázanými koberci – byly považovány za potenciálně stylové ozdobné prvky v tvorbě interiérů, a tak se manufaktura zaměřila na spolupráci s architekty. Mezi nimi byli i Dušan Jurkovič, Jan Kotěra a množství jejich studentů a následovníků, z nichž řada působila po svých pražských studiích na Odborné škole pro zpracování dřeva ve Valašském Meziříčí, což byla první škola uměleckoprůmyslového charakteru na Moravě. Tkaniny vyrobené za ředitelování Schlattauerova následníka Jaro Kučery jsou charakteristické ozdobným stylem Art Deco a tematicky se věnují osobám veřejného života v nově vzniklém Československu.

### 20. století
Ve 20. století pokračovala úspěšná spolupráce mezi vedením podniku a výtvarníky, kteří nadále převáděli malby do textilní podoby; vznikaly tapiserie podle návrhů Václava Špály, Františka Süssera a mnoha dalších. Následující 30. léta byla ve znamení minimalismu a charakteristických návrhů koberců ve funkcionalistickém stylu. Během první světové války výroba stagnovala kvůli nedostatku kvalitního materiálu pro tkaní. V roce 1946 bylo jmenováno nové vedení firmy, které rozšířilo její činnost na restaurování historických gobelínů a produkci ručně tkaných koberců. Následujícího roku byla zahájena spolupráce se zahraničními firmami, mezi nimiž byla i tradiční gobelínová dílna z francouzského Aubussonu. V 50. letech byl podle návrhu Pravoslava Kotíka vyroben gobelín pro Triennale v Miláně a další, podle návrhu Ludmily Kybalové, pro světovou výstavu Expo '58 v Bruselu. V 60. letech manufaktura spolupracovala s textilním designérem Antonínem Kybalem a početnou skupinou jeho žáků. Jan Timotej Strýček, bývalý ředitel Moravské gobelínové manufaktury, byl také jedním z Kybalových žáků na Vysoké škole uměleckoprůmyslové v Praze. Strýček stál v čele manufaktury už od začátku 90. let. Kromě navrhování vzorů také inicioval projekt Actual Textile Art, jehož cílem je vzkřísit lety ověřenou spolupráci manufaktury se současnými umělci. V průběhu let tak dostala řada významných umělců ztělesňujících různé styly a estetické přístupy možnost vyjádřit se prostřednictvím vlny.